# 不動之澤車站
不動之澤車站（日语：／ Fudōnosawa eki */?）是一位於日本宮城縣氣仙沼市四反田、東日本旅客鐵道（JR東日本）氣仙沼線沿線的BRT車站。不動之澤是氣仙沼車站代為管理的無人車站，屬JR東日本盛岡支社的管轄範圍。

## 車站構造
舊月台與軌道撤去後整備作專用道上BRT用的站舍。BRT開始運行當初與軌道相鄰，後來車站移至道路上，但只立了站名牌。

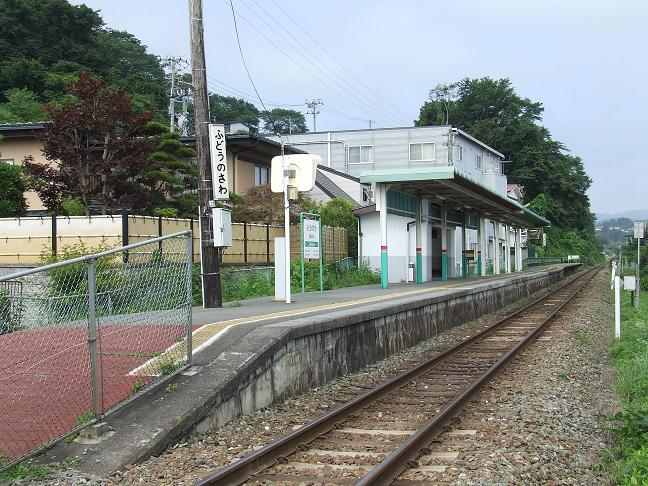
地震前的站台（2009年8月）

地震前是側式月台1面1線的地面車站。氣仙沼站管理的無人站。

## 歷史
- 1960年（昭和35年）11月10日 - 車站啟用。
- 1987年（昭和62年）4月1日 - 日本國鐵分割民營化，車站管轄劃歸由東日本旅客鐵道繼承。
- 2005年（平成17年）3月1日 - 配合氣仙沼高等學校的統整合併，為提升通學的便利性，快速列車「南三陸」4號開始在本站停靠。
- 2011年（平成23年）3月11日 - 东北地方太平洋近海发生严重地震，地震引发的海啸冲毁靠近海岸的许多铁路设施，不动之泽也是23个被冲毁的铁路车站之一。
- 2020年（令和2年）4月1日：随着柳津-气仙沼段铁路线废线，不再作为铁路站[1]。

## 車站週邊
- NHK仙台放送局氣仙沼電台中繼站（第1放送1161kHz 100W 第2放送1539kHz 100W）
- 氣仙沼市立醫院
- 氣仙沼地方青果市場
- 縣道26號氣仙沼唐桑線
- 縣道65號氣仙沼本吉線
- 國道45號（氣仙沼外環道）
- 東北放送氣仙沼電台中繼站（801kHz 100w）
- 宮城縣氣仙沼高等學校
- 氣仙沼九條郵局

## 相鄰車站
東日本旅客鐵道
■氣仙沼線（BRT路段）
南氣仙沼－不動之澤－東新城

## 外部連結
- （日語）不動之澤車站（JR東日本）（页面存档备份，存于）

1. ↑   (PDF). 2020-01-31. （原始内容存档 (PDF)于2020-02-04） （日语）.